# Шкотово
Шкотово (пол. Szkotowo, нім. Skottau) — село в Польщі, у гміні Козлово Нідзицького повіту Вармінсько-Мазурського воєводства.
Населення — 424 особи (2011).
У 1975-1998 роках село належало до Ольштинського воєводства.

## Демографія
Демографічна структура станом на 31 березня 2011 року:
|          | Загалом | Допрацездатний вік | Працездатний вік | Постпрацездатний вік |
| -------- | ------- | ------------------ | ---------------- | -------------------- |
| Чоловіки | 221     | 47                 | 157              | 17                   |
| Жінки    | 203     | 38                 | 133              | 32                   |
| Разом    | 424     | 85                 | 290              | 49                   |